# 天主教梅洛教區
天主教梅洛教區（拉丁語：Dioecesis Melensis）是烏拉圭一個羅馬天主教教區，屬蒙得維的亞總教區。
教區成立於1897年4月14日，1931年8月11日與佛羅里達教區合併，1955年11月15日析出。
教區包括塞羅拉爾戈省和三十三人省。2004年有教友110,000人（佔轄區總人73.3%）、十六個堂區、十九名司鐸。現任教區主教為埃里韋托·博迪·費爾南德斯。